# 福岡県道70号田主丸黒木線
福岡県道70号田主丸黒木線（ふくおかけんどう70ごう たぬしまるくろぎせん）は、福岡県久留米市から八女市に至る県道（主要地方道）である。

## 概要
久留米市田主丸町豊城から八女市黒木町桑原に至る。久留米市から八女市上陽町にかけては耳納山地のかんかけ峠を登る必要があるが、峠の久留米市側の中腹付近から山頂にかけてはコンクリートの簡易な舗装しかされておらず、幅員狭小で離合が非常に困難であるうえ、路肩が弱い場所も多い。これらの理由から大雨などの異常気象時には通行規制が行われる。
かんかけ峠の八女市側は幅員が確保されており道路舗装も施されているが、一部で狭小区間が存在する。

### 路線データ
- 起点：福岡県久留米市田主丸町豊城（田主丸町豊城交差点、国道210号交点）
- 終点：福岡県八女市黒木町桑原（黒木警部交番入口交差点、国道442号交点）

## 歴史
- 1976年（昭和51年）4月1日 - 建設省（現・国土交通省）から、田主丸黒木線として主要地方道に指定。
- 1977年（昭和52年） - 福岡県が県道70号田主丸黒木線を認定。
- 1993年（平成5年）5月11日 - 建設省から、主要県道田主丸黒木線が田主丸黒木線として主要地方道に再指定される[1]。

## 路線状況

### 重複区間
- 福岡県道151号浮羽草野久留米線（久留米市田主丸町益生田・麦生交差点 - 久留米市田主丸町益生田・益永交差点）
- 福岡県道52号八女香春線（八女市上陽町北川内）

### 道路施設

#### 橋梁
- 中原橋（巨瀬川、久留米市）
- 稗田橋（東本川、久留米市）

#### トンネル
- 桜トンネル：延長257 m、2007年（平成19年）竣工、八女市

## 地理

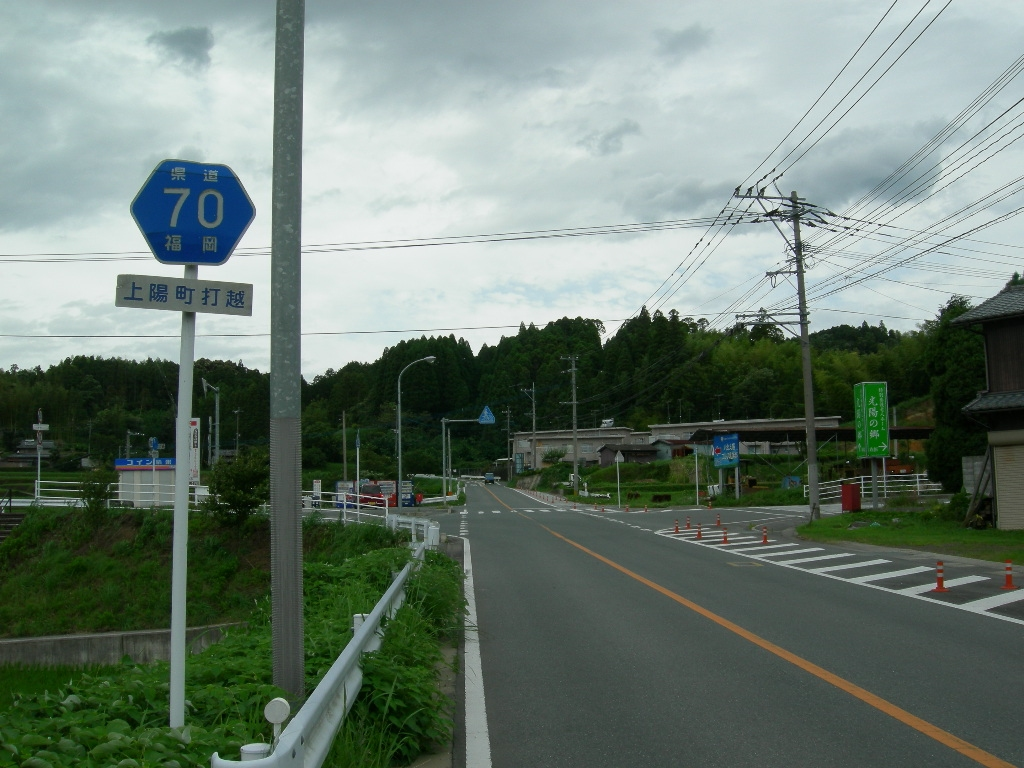
福岡県八女市上陽町打越

### 通過する自治体
- 久留米市
- 八女市

### 交差する道路
| 交差する道路                                               | 市町村名 | 交差する場所   | 交差する場所                  |
| ---------------------------------------------------------- | -------- | -------------- | ----------------------------- |
| 国道210号                                                  | 久留米市 | 田主丸町豊城   | 田主丸町豊城交差点 / 起点     |
| 福岡県道151号浮羽草野久留米線 重複区間起点                 | 久留米市 | 田主丸町益生田 | 麦生交差点                    |
| 福岡県道151号浮羽草野久留米線 重複区間終点                 | 久留米市 | 田主丸町益生田 | 益永交差点                    |
| 耳納スカイライン                                           | 八女市   | 上陽町上横山   |                               |
| 福岡県道804号上横山星野線                                  | 八女市   | 上陽町上横山   |                               |
| 福岡県道52号八女香春線 重複区間起点                        | 八女市   | 上陽町北川内   |                               |
| 福岡県道52号八女香春線 重複区間終点                        | 八女市   | 上陽町北川内   | 北川内交差点                  |
| 国道442号 福岡県道・大分県道・熊本県道115号八女小国線 重複 | 八女市   | 黒木町桑原     | 黒木警部交番入口交差点 / 終点 |

### 交差する鉄道
- 久大本線

### 沿線
- 耳納山地
- 星野川
- ほたると石橋の館
- ホタルの里水車公園
- 八女市役所 上陽支所
- 八女上陽ゴルフ倶楽部
- 八女市立上陽北汭学園
- 八女市役所 黒木総合支所
- 黒木大藤（国指定天然記念物）
- 堀川バス横山線

### 峠
- かんかけ峠（久留米市 - 八女市）